# Cmentarz wojenny w Hajownikach
Cmentarz wojenny w Hajownikach – cmentarz z I wojny światowej znajdujący się we wsi Hajowniki w województwie lubelskim, w powiecie zamojskim, w gminie Skierbieszów.
Cmentarz założono na wzgórzu przy drodze. Obecnie ogrodzony metalowym parkanem, ustawiono metalowy krzyż. Układ mogił zatarty.
Na cmentarzu pochowano prawdopodobnie około 1650 żołnierzy rosyjskich.